# Martin Thomas (député)
Pour les articles homonymes, voir Martin Thomas.
Martin Thomas, né à Saint-Léonard-de-Noblat le 16 septembre 1754 et mort le 9 novembre 1832 à Limoges, est un ecclésiastique limousin, député du clergé aux États généraux de 1789. Il siège jusqu'à la fin de la session de l'Assemblée nationale constituante le 30 septembre 1791.

## Biographie
Martin Thomas est né à Saint-Léonard-de-Noblat le 16 septembre 1754,.
Docteur en théologie de l'université d'Angers, il est nommé en 1785 curé de Meymac.
Le 21 mars 1789,, il est élu député du clergé de la sénéchaussée de Tulle aux États généraux,,,. Il est le second député du clergé de cette sénéchaussée.
Il participe à la députation qui, le 15 juillet 1789, va réclamer au roi le renvoi des troupes de Paris. Il donne ensuite son accord à la Constitution civile du clergé mais signe les protestations des 12 et 15 septembre 1791 contre les actes de l'Assemblée nationale constituante. Il siège jusqu'à la fin de la session de l'Assemblée nationale constituante le 30 septembre 1791.
Il revient ensuite dans sa cure de Meymac, où il reste jusqu'en 1792. En 1793, il est condamné à la déportation parce qu'il refuse le serment à la Constitution civile du clergé. Il ne revient en France qu'au moment du Concordat de 1801. Il retrouve alors sa cure de Meymac, jusqu'en 1806. Il est ensuite curé de Lapleau et aumônier de l'hôpital de Lubersac. Il est nommé chanoine de Limoges en 1818.
Il meurt le 9 novembre 1832 à Limoges.